# Эркмен, Айше
Айше Эркмен (тур. Ayşe Erkmen, род. 1949) — современная немецко-турецкая художница, по своему стилю близкая к минимал-арту, объект-арту и концептуализму и работающая в жанрах перформанса и инсталляции.

## Биография
Родившаяся в 1949 году в Стамбуле, где она также получила образование скульптора в Академии искусств (в настоящее время — Университет изящных искусств имени Мимара Синана), уже в 1970-х годах она начала свою выставочную карьеру. Мировую известность Айше Эркмен приобрела однако лишь в 1990-х годах, после того как она в 1993 году получила годовую стипендию ДААД для дальнейшей работы в Берлине.
В летний семестр 1998 года она работала в университете Касселя (профессура имени Арнольда Боде), и в 2001 — 2005 годах — в Высшей школе изобразительных искусств Штеделя во Франкфурте-на-Майне. В 2010 году став приглашённым профессором Академии искусств в Мюнстере, она возглавляла затем здесь кафедру скульптуры (после Гийома Бейла).
В 2011 году Айше Эркмен представляла Турцию на 54 Биеннале в Венеции с проектом plan B.
Из многочисленных арт-интервенций Эркмен следует упомянуть её участие в выставке Skulptur. Projekte в Мюнстере в 1997 и в 2017 годах и акцию Shipped Ships, проведённую по заказу Deutsche Bank во Франкфурте-на-Майне.

## Награды и премии
- 2002 год: премия имени Марии Сибиллы Мериан (нем. Marie-Sybille-Merian-Preis) гессенского министерства науки и искусств[1]
- 2012 год: член берлинской Академии искусств[2]

## Известные произведения (выборка)
- Taklit (1987—2017)
- Am Haus (1994), турецкие суффиксы на жилом доме в берлинском районе Кройцберг
- обогреваемая скамейка (1997) у ТЭЦ в берлинском районе Митте[3]
- Mines (1997), напоминание об опасности противопехотных мин
- Shipped Ships (2001)
- Netz (2006), Берлин
- Crystal Rock (2008) на здании банка NRW.Bank в Дюссельдорфе
- Gemütliche Ecken (2009, Грац)
- Glassworks (2015, Мезанталь)

## Выставки
- 1997: Skulptur.Projekte, Мюнстер
- 2000: Kwangju Biennale, Кванджу
- 2001: Museum Friedericianum, Кассель
- 2001: Berlin Biennale, Берлин
- 2002: «Kein gutes Zeichen», Wiener Sezession, Вена
- 2004: «bound to/gebunden an», Museum Abteiberg, Мёнхенгладбах
- 2005: «durchnässt», Kunsthalle Schirn, Франкфурт-на-Майне
- 2008: «Weggefährten», Nationalgalerie im Hamburger Bahnhof, Берлин
- 2008: K21 Kunstsammlung Nordrhein-Westfalen, Дюссельдорф
- 2008 «Above the Fold» (совместно с Ceal Floyer и David Lamelas), Kunstmuseum Basel, Базель
- 2010: «Turm 79», Emscherkunst.2010, Рурская область (в рамках проекта Культурная столица Европы)
- 2017: «On Water», Skulptur.Projekte, Мюнстер
- 2017: «displacements/entortungen» (совместно с Моной Хатум), Museum der bildenden Künste, Лейпциг (18.11.2017—18.02.2018)[4]